# Still I Rise
Still I Rise је трећи постхумни албум Тупак Шакура, направљен уз велико учешће његове бивше групе Ди Аутлоз, изузев члана Хусеин Фаталa, који није учествовао у овом пројекту из непознатих разлога. Објављен је крајем  1999. године. Комплетан материјал са овог албума никада раније није био објављен. Иако је реч о званичном Тупаковом албуму, многи га сматрају једним од најслабијих, јер су Ди Аутлози узели огромно учешће на њему. Чак у песми Y'all Dont Know Us 2Pac се уопште не појављује. 
Једини сингл са овог албума је Baby Don't Cry (Keep Ya Head Up II).